# Pigasus (maiale)
Pigasus, anche noto come Pigasus the Immortal (Pigasus l'immortale), è stato un maiale statunitense.

## Storia
Venne nominato polemicamente nelle elezioni del 1968 candidato presidente degli Stati Uniti d'America dallo Youth International Party (YIP) in occasione della convention per la nomina alle presidenziali del Partito Democratico. Il nome dell'animale è un riferimento sia al mitologico Pegaso che alla frase idiomatica pigs can fly. Durante il processo ai Chicago Seven, il cantante Phil Ochs testimoniò che a causa di questa trovata, il 23 agosto Jerry Rubin e altri attivisti yippie vennero arrestati dalla polizia di Chicago per disturbo della quiete pubblica.